# Escudo del Caquetá
El Escudo del Caquetá es el principal emblema y uno de los símbolos oficiales del departamento colombiano de Caquetá.

## Blasonado
Escudo en forma de peto, de cuartelado alternado entre verde (primero y cuarto) y plata (segundo y tercero). En el segundo campo se ubica un paujil, de colores naturales. En el tercero, una palma de Canangucha. Por timbre una corona aborigen de plumas de color amarillo con punta roja, y tres más altas que estas de color azul. A los pies del escudo una cinta roja con el lema “LIBERTAD, PAZ, PROGRESO”.

## Diseño y significado de los elementos
El escudo consta de un campo cuartelado, con el primer y último de color verde y los demás de color blanco. En ellos se ubican los siguientes elementos:
- El Paujil está ubicado en el cuadrante superior derecho, es un ave característica de la región. Dentro del escudo simboliza la riqueza faunística del departamento del Caquetá.

- La palma de Canangucha, situada en el cuadrante inferior izquierdo, es una palma comestible y propia de los ecosistemas húmedos y empantanados. Representa la abundancia de la flora tropical.

Una corona de plumas aparece en la parte superior externa del escudo a manera de tocado del mismo, representando la herencia indígena y sus tradiciones ancestrales. El soporte de esta corona está elaborada del bejuco llamado Yajé, con predominio de plumas de color amarillo, ubicándose unas más altas que el resto, regularmente azules, en la parte posterior.
Surcando el escudo del extremo superior izquierdo al extremo inferior derecho aparece un río, en representación de la riqueza hídrica del departamento. Igualmente su posición simboliza la forma en que los ríos cruzan la región, desde la cordillera nor-oriental hasta el sur amazónico.
Una cinta de color rojo aparece a los pies del escudo, con el lema “Libertad, Paz, Progreso”.